# Gare de Cottingley
La gare de Cottingley est une gare ferroviaire du Royaume-Uni, située dans la banlieue de Cottingley dans le Leeds, Yorkshire de l'Ouest en Angleterre. 
Les services à partir de Cottingley sont opérés par Northern Rail.